# Universidad de Johannesburgo
La Universidad de Johannesburgo (conocida coloquialmente como 'UJ') es una universidad pública localizada en Johannesburgo, Sudáfrica. Esta universidad funciona desde el 1 de enero de 2005 a resultas de una fusión entre el Rand Afrikaans Universidad (RAU), el Technikon Witwatersrand (TWR) y el Campus Soweto y del este Rand de Vista Universidad. Con anterioridad a la fusión, los Campus Daveyton y Soweto campus de la ex Universidad Vista que había sido incorporada a RAU. A raíz de tales fusiones con la Rand Afrikaans University (RAU), es común en los alumnos referirse a la universidad como RAU.
La institución nuevamente emergida es una de las universidades de contacto comprensibles más grandes en Sudáfrica, con nueve facultades habiendo más de 90 departamentos y una matrícula de aproximadamente 48.000 estudiantes, extendidos en cuatro campus diferentes. La universidad es una de las universidades residenciales más grandes en la República de Sudáfrica.

## Historia

### Historia temprana

#### Leyes británicas, 1900s
Durante la fiebre del oro de Johannesburgo, aparecieron un número de instituciones educativas preparadas para suministrar trabajo especializado a las demandas de tales minas del oro. Uno de aquellas instituciones fue el Witwatersrand Instituto Técnico, fundado en 1903, con sus raíces en la Kimberly Escuela de Minas. Y finalmente devino como 'Technikon Witwatersrand 'en 1979. Ese instituto se basaba en el sistema británico y el medio de instrucción era inglés. Su política racial restringía el acceso a alumnado blanco sólo, y admisión restringida también a quienes fueran bien versadas en la lengua inglesa. En 2006, la propiedad que pertenecía al Technikon Witwatersrand se vendió a la Universidad de Johannesburgo, la cual ya había absorbido las operaciones del Technikon Witwatersrand.

#### Independencia, 1960s
Tomaría más de medio siglo la independencia de Sudáfrica del Reino Unido, y el nuevamente elegido Partido Nacional buscó proporcionar educación en afrikáans, la tercera lengua más hablada en Sudáfrica. Esto dirigió a la fundación de la Rand Afrikaans University (RAU) en 1966. Para ese tiempo, la RAU fue la segunda universidad en establecerse en Johannesburgo, a través de una acta de parlamento para afrikáneres, estableciendo un estándar de excelencia. Después de la caída del apartheid en 1994, el alumnado africano empezó en implicarse en esa anteriormente institución blanca de educación más alta. RAU no fue una excepción, teniendo el número más grande de alumnado africano en sus rangos, seguida por la Universidad de Witwatersrand, Universidad de Rhodes y la Universidad de Ciudad del Cabo.
En 1982, la Universidad Vista admitió el primer alumno negro.
Estaba establecido en Puerto Elizabeth. Tenía siete campus satélites, en diferentes ciudades sudafricanss, haciendo a la educación terciaria accesible a personas negras africanas, y tuvo su primer año académico en 1983.

## Organización y administración
El Senado es el cuerpo responsable de los asuntos académicos universitarios y se compone principalmente de jefes y profesores. Por ley, el Senado es responsable al consejo de la Universidad por toda la enseñanza, aprendizaje, búsqueda y funciones académicas de institución y todas otras funciones delegadas o asignados a él por el Consejo.
El senado de la UJ actualmente comprende aproximadamente 250 miembros bajo la presidencia del vicerrector Prof Ihron Rensburg.

## Campus

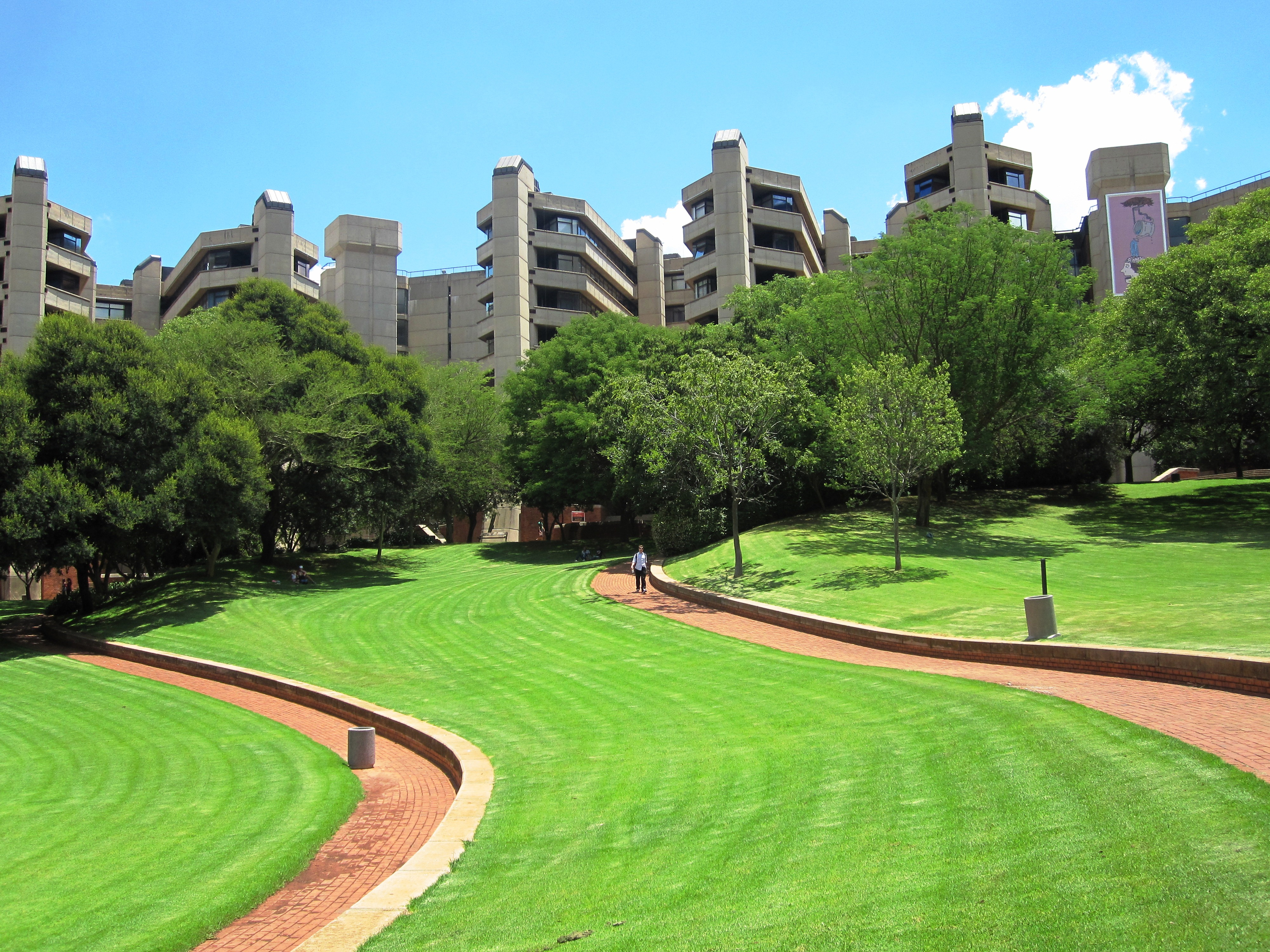
Universidad de Johannesburgo, Auckland Park Campus.

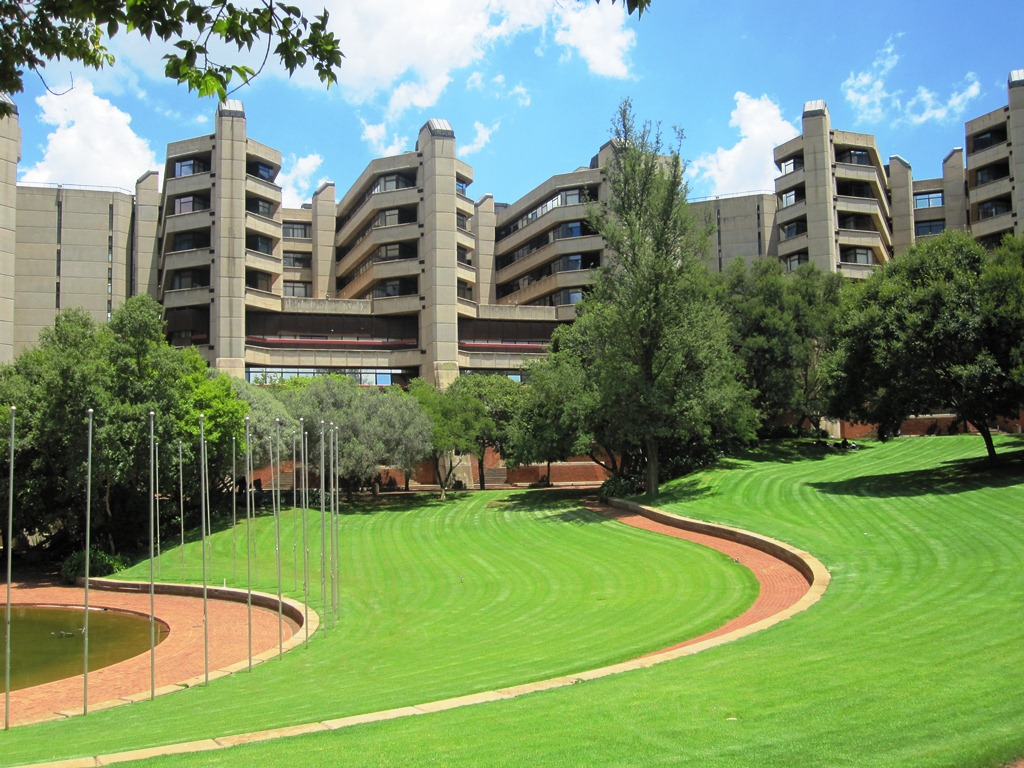
Universidad de Johannesburgo, Auckland Park Campus.

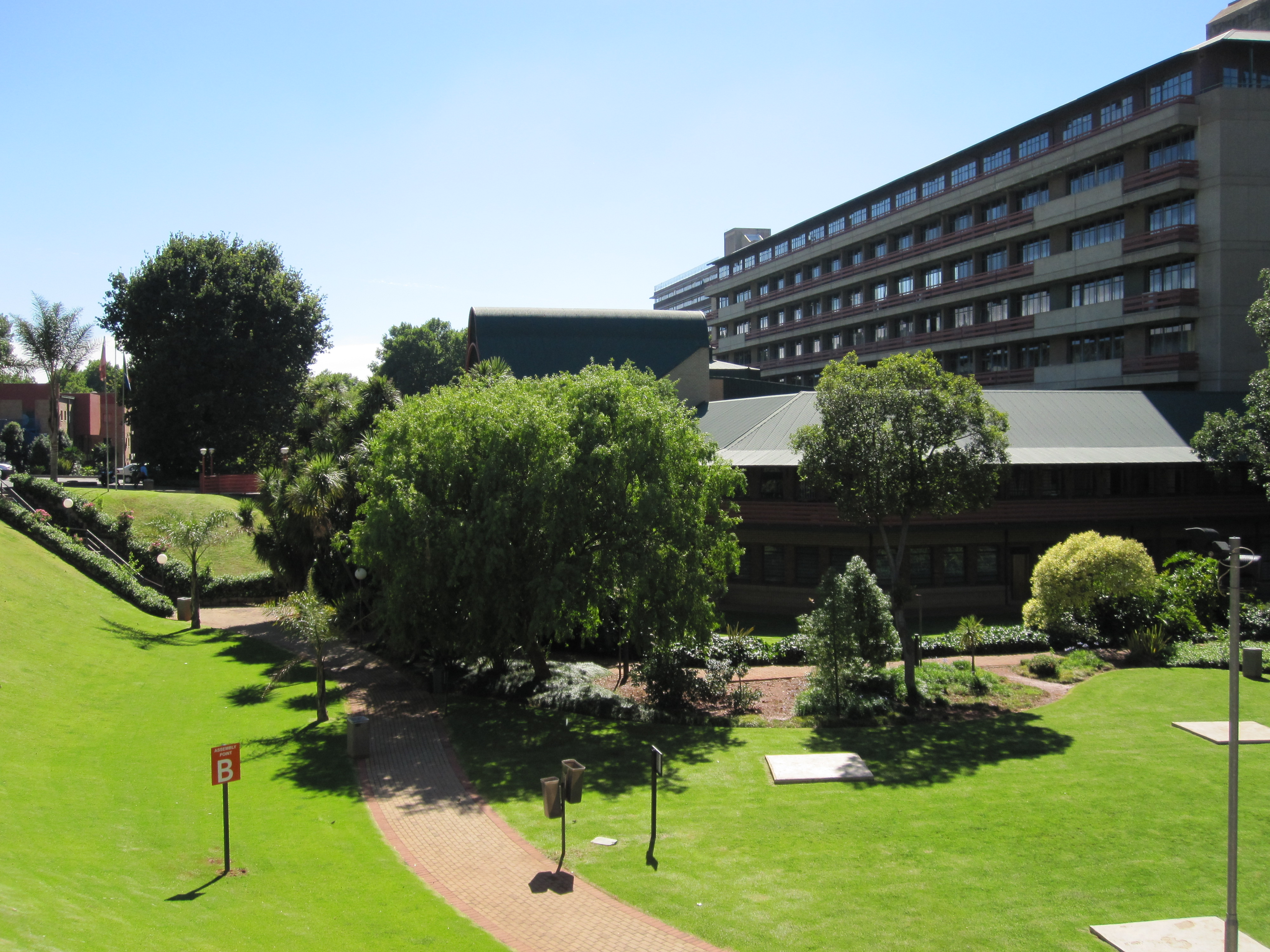
Universidad de Johannesburgo, Doornfontein Campus

## Instalaciones
La Universidad comprende un área construido de 4,5 ha y esas instalaciones en los campus respectivos incluyen:
- Habitaciones de conferencia y microlaboratorios
- Bibliotecas
- Instalaciones de deportes
- Auditorios, salas, galerías y locales de conferencia
- Centros comerciales estudiantiles, restaurantes y cafeterías
- Campus y clínicas de salud.
- Una villa para alumnado de posgrado
- Oficinas del tribunal

La UJ posee una isla en el río Vaal, anteriormente conocida como isla RAU.

### Bibliotecas, colecciones y museos
- La Biblioteca Kingsway sirve al Campus Kingsway (APK) y contiene una selección extensa de literatura de búsqueda en 7 niveles.[10] Está localizado en la entrada principal al campus Kingsway en la proximidad del departamento administrativo del campus.
- Bunting Biblioteca de Campus de la carretera
- Doornfontein Biblioteca de campus
- Soweto Biblioteca de campus

## Perfil académico
Ocho años después de establecerse, la Universidad de Johannesburgo (UJ), se posicionó en el 4 % superior de universidades en el mundo.

### Rankings
Desde 2005, la UJ ha ido creciendo su huella académica en Sudáfrica y el resto de África. El crecimiento de la universidad está representada por su rendimiento en el 2013/2014 QS Universidad Mundial Rankings, donde se colocó en la banda 601-650 - colocándosel en la parte superior 4 % de universidades mundiales. En 2016 quedó en la banda 601-650 del ranking QS Mundial Universitario.

### Alumnado
La UJ matriculó 43.630 a licenciaturas y 6280 estudiantes de posgrado en 2011. Las mujeres constituyen 55 por ciento del recuento estudiantil total.

#### Vida de residencia
Hay una división vasta con 28 residencias extendidas en 4 campus en la Universidad de Johannesburgo.

##### Auckland Park Campus (APK)
- Junior residencias femeninas
  - Amper Daar Residencia
  - Benjemijn Residencia
  - Kruinsig Residencia
  - Lebone Residencia
  - Skoonveld Residencia
- Junior residencias varones
  - Afslaan Residencia
  - Maqhawe Residencia
  - Dromedaris Mens Residencia
  - Oppierif Residencia
- Residencia mixta
  - Sophiatown Residencia
- Residencia sénior
  - Ciudad estudiantil (mixto)
  - Melrose Sitio (mixto)

##### Bunting Carretera (APB)
- Junior residencias femeninas
  - Residencia Horizont
  - Residencia de panorama
- Junior residencia varones
  - Majuba Residencia
- Residencias séniors
  - Broadcast Court (mixto)
  - Goudstad Flats (mixtos)

##### Doornfontein (DFC)
- Junior residencia varones
  - Sivebeek Residencia
  - Residencia de Valle del sol
  - Roben Residencia de cresta

##### Soweto (SWC)
Soweto Campus (SWC) tiene tres residencias.
- YWCA Señoras' Residencia (joven)
- YMCA Residencia de hombres (joven)
- Hector Peterson (mixto)

### Atletismo, Deporte & actividades Culturales

#### Deporte
La oferta universitaria ofrece muchos deportes:
| - Atletismo - Baloncesto - Piragüismo - Ajedrecístico - Montañismo | - Criquet - Ciclismo - Golf - Gimnasia - Hockey | - Judo - Kárate - Netball - Remando - Rugby | - Fútbol - Softball - Calabaza - Nadando - Tenis | - Triatlón - Voleibol - Waterpolo |

#### Artes y Cultura
La Universidad de Johannesburgo tiene un centro de arte, comprendiendo un teatro de 436 asientos, una galería de arte y estudios de ensayo donde la Academia de Artes de la UJ ensaya. Esa academia consta de un Coro Universitario de Johannesburgo (conducido por Renette Bouwer y Sidumo Jacobs), el UJ Compañía de Teatro, el UJ Compañía de Baile y el UJ Canción y Compañía de Baile.